# 大江町
大江町（日语：／ Ōe machi */?）是位於日本山形縣中部的町，地處山形盆地的西部。月布川流經城鎮中心並往東注入最上川，當地人口也集中在該川與最上川匯流的左澤地區。大江町在江戶時代作為最上川河運的中繼點而開始發展。

## 地理
大江町西部被朝日山地的小朝日岳和古寺山等山岳包圍；東部地勢平緩，多為聚落與田地。

## 歷史
11世紀前期，隸屬於攝關家領地的寒河江莊園成立於含大江町在內的西村山郡，並且首次在藤原忠實的日記殿曆中被提及。文治5年 (1189年) ，源賴朝任命大江廣元補任寒河江莊的地頭一職，此後300多年寒河江莊皆由大江氏支配。南北朝時代，大江氏隸屬於後醍醐天皇的南朝勢力，並與北朝方的斯波兼賴展開抗爭。大約在正平年間 (1346年至1370年)，大江元時在左澤地區興建左澤楯山城，作為掌控附近地區的交通要道以及對抗北朝的據點。室町時代，左澤氏與同為大江氏的支族寒河江氏一同掌控村山地方。
戰國時代的天正12年（1584），寒河江氏被最上義光消滅後，左澤氏也於不久之後滅亡，左澤地區由最上氏統治。元和8年 (1622年)  最上氏遭改易之後，庄内藩藩主酒井忠勝之弟酒井直次入主左澤藩，領地為1萬2千石。左澤藩的新藩廳小漆川城落成後，酒田氏也開始興建其周圍的城下町，而左澤楯山城則被廢城。江戶時代至大正初期，左澤作為最上川河運的中繼地而開始繁榮。
明治22年 (1889年)，左澤村實施町村制，左澤、藤田、小見、富澤與三鄉村合併成左澤村。同年本鄉村與七軒村也透過合併其他村落而成立。明治29年 (1896年) 左澤町成立。昭和29年 (1954年) ，本鄉村與七軒村合併成舊漆川村。昭和34年 (1959年) ，舊左澤村與舊漆川村合併成現今的大江町。

## 產業
大江町的農業以生產蘋果、法蘭西梨、櫻桃、稻米、耐旱作物和花卉等農產品為主，當地也盛行食品製造與纖維等產業。

## 交通

### 鐵路
境內設有JR東日本的左澤站，為左澤線之終點站。

### 道路
- 一般國道
  - 國道287號
  - 國道458號